# Jolly Roger: Masakr v zálivu
Jolly Roger: Masakr v zálivu (angl. titul: Jolly Roger: Massacre at Cutter's Cove) je americký hororový film z roku 2005 společnosti The Asylum režiséra Garyho Jonese. Režisér se taktéž podílel i na scénáři s Jeffreym Millerem.

## Děj
Pirát Jolly Roger, pravým jménem Roger Laforge, vstal z mrtvých a chystá se pozabíjet potomky členů posádky své lodi za to, že se před 300 lety proti němu vzbouřili a moc převzali do svých rukou.